# Wechselburg
Wechselburg  est une commune de Saxe (Allemagne), située dans l'arrondissement de Saxe centrale, dans le district de Chemnitz.

## Géographie

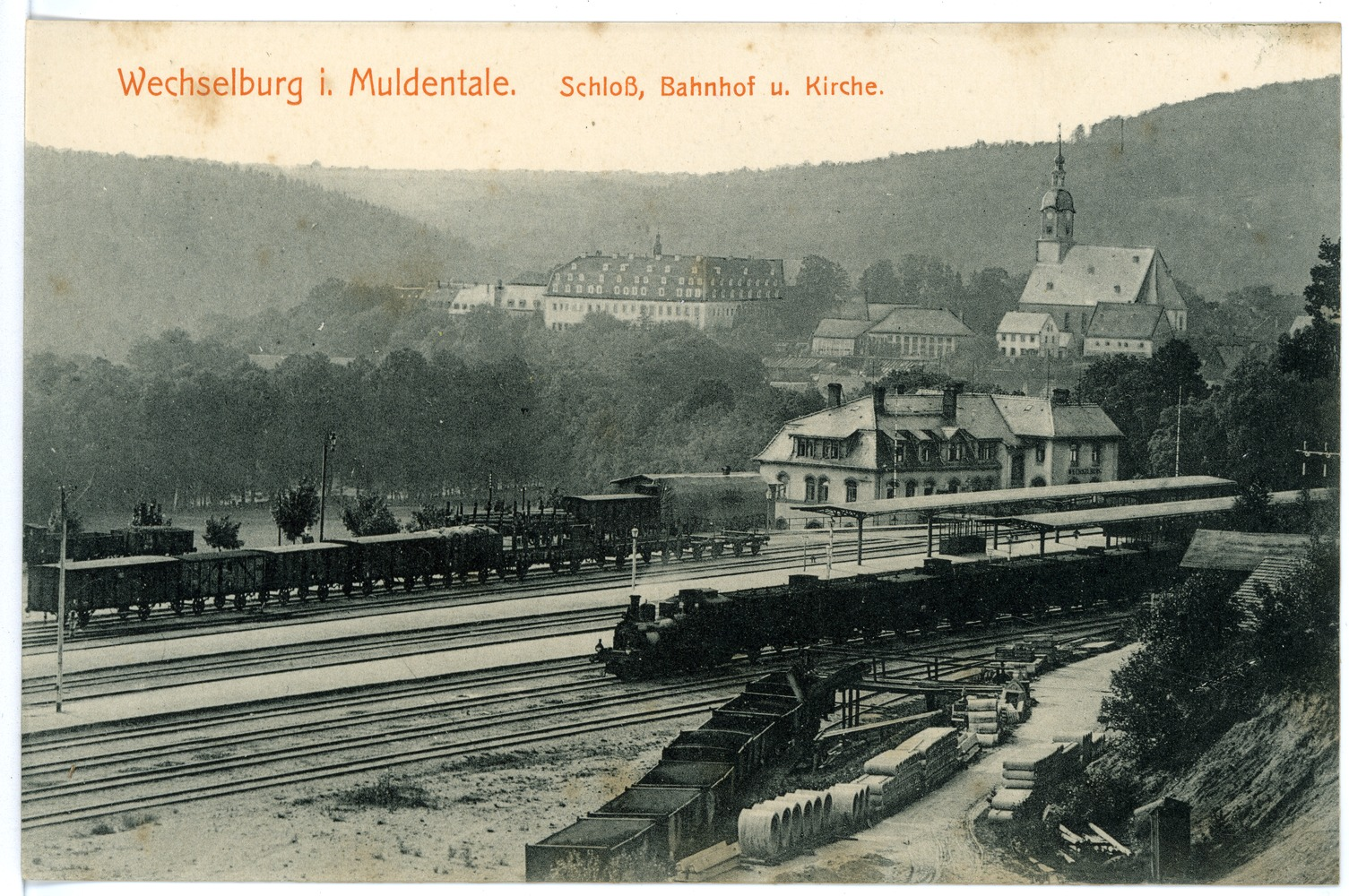
L'ancienne gare et la vallée de la Zwickauer Mulde

Wechselburg est situé à environ 25 km au nord de Chemnitz, dans la vallée de la Zwickauer Mulde et au pied du Rochlitzer Berg, sur la 51e parallèle nord. 
Les routes principales sont la route fédérale B109 qui traverse l’est du territoire de la commune, la route d'état S240 qui traverse les villages de Seitenhain et Nöbeln et rejoint la B109, et la route d'état S242 qui passe à l'ouest de la rivière et rejoint la route fédérale B175 près du village Mutzscheroda. La commune possédait une gare sur la ligne ferroviaire entre Glauchau et Großbothen, désaffectée depuis 2002, d'où partait la ligne vers Chemnitz, désaffectée depuis 1998.

## Histoire

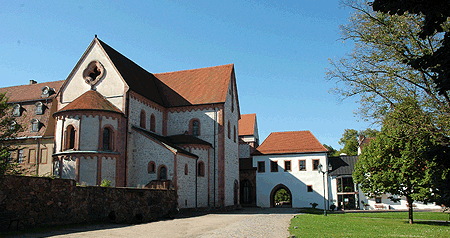
Église du monastère

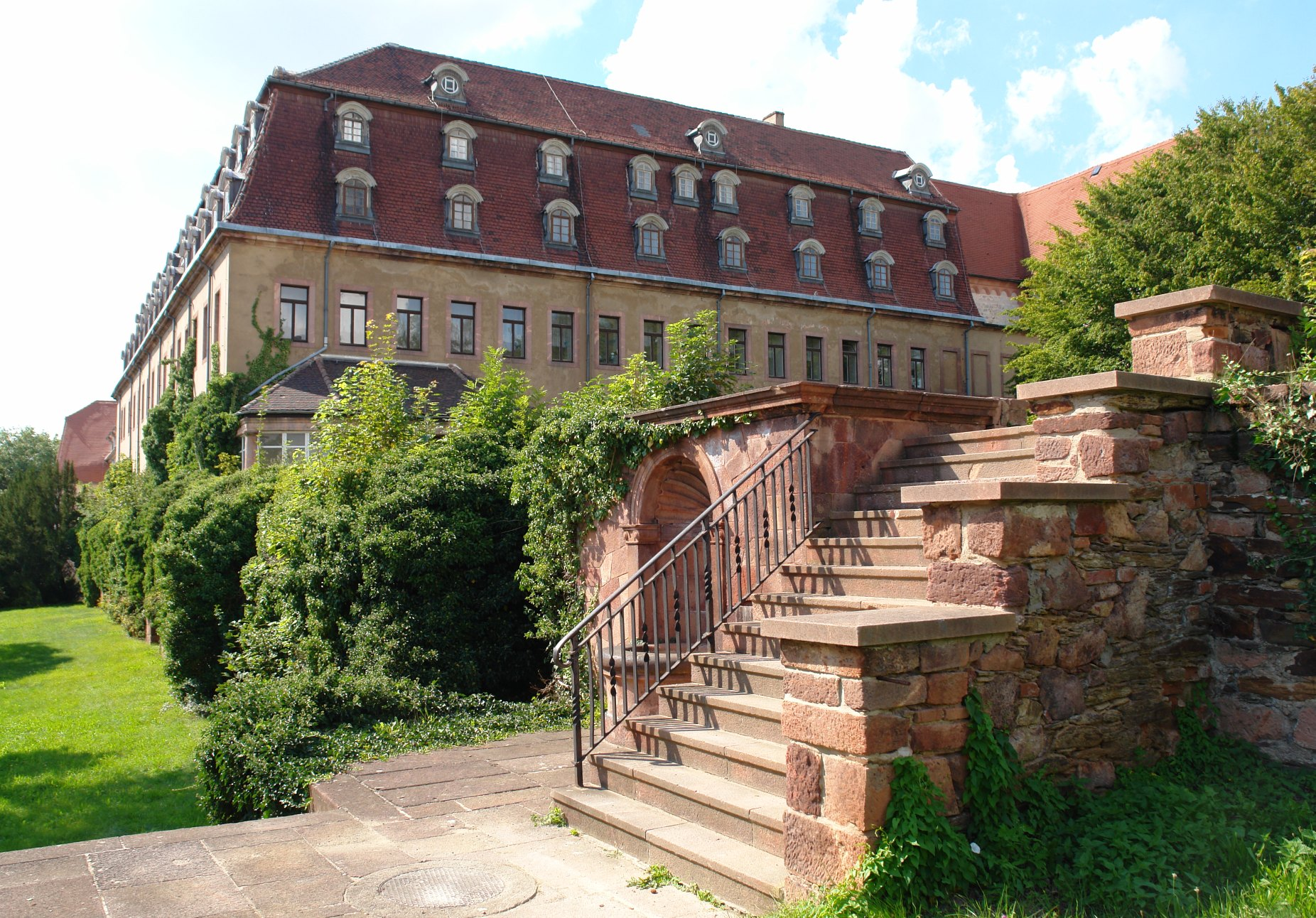
Château de Wechselburg

La commune est fondée sous le nom Zschillen (slavique pour «place des abeilles») au Moyen-âge. Son nom actuel résulte d'un échange de territoires et de châteaux entre Maurice, duc de Saxe, et le comte de Schönburg. Wechselburg possède les droits de marché, mais pas les droits de ville.
En 1168 le comte Dedo fonde un monastère qui devient la propriété du duc de Saxe après la Réforme protestante. Il se délabre pendant la guerre de Trente Ans, et un palais baroque est construit à sa place. Dans les années 1950, le château es transformé en hôpital et le reste jusqu'en 2005.
En 1992 un monastère bénedictin s’installe du nouveau au château. L'église roman du monastère, qui sert également d'église de pèlerinage, est élevée au rang de basilique mineure en 2018.
En 1994 les anciennes communes de Göhren (avec Corba), Mutzscheroda (avec Carsdorf), Nöbeln (avec Göppersdorf, Hartha, Meusen et Seitenhain) et Zschoppelshain (sans Winkeln) sont incorporés à Wechselburg. Le village de Altzschillen fait déjà partie de la commune depuis 1967,,.

## Architecture
- Monastère bénedictin avec église romane
- Château baroque
- Mairie de 1924
- Église Saint-Otto (dite Stadtkirche) avec un orgue de J. J. Schramm, un élève de G. Silbermann
- Pont routier a travers la Zwickauer Mulde, construit de tuf volcanique du Rochlitzer Berg
- Viaduc ferroviaire de Göhren

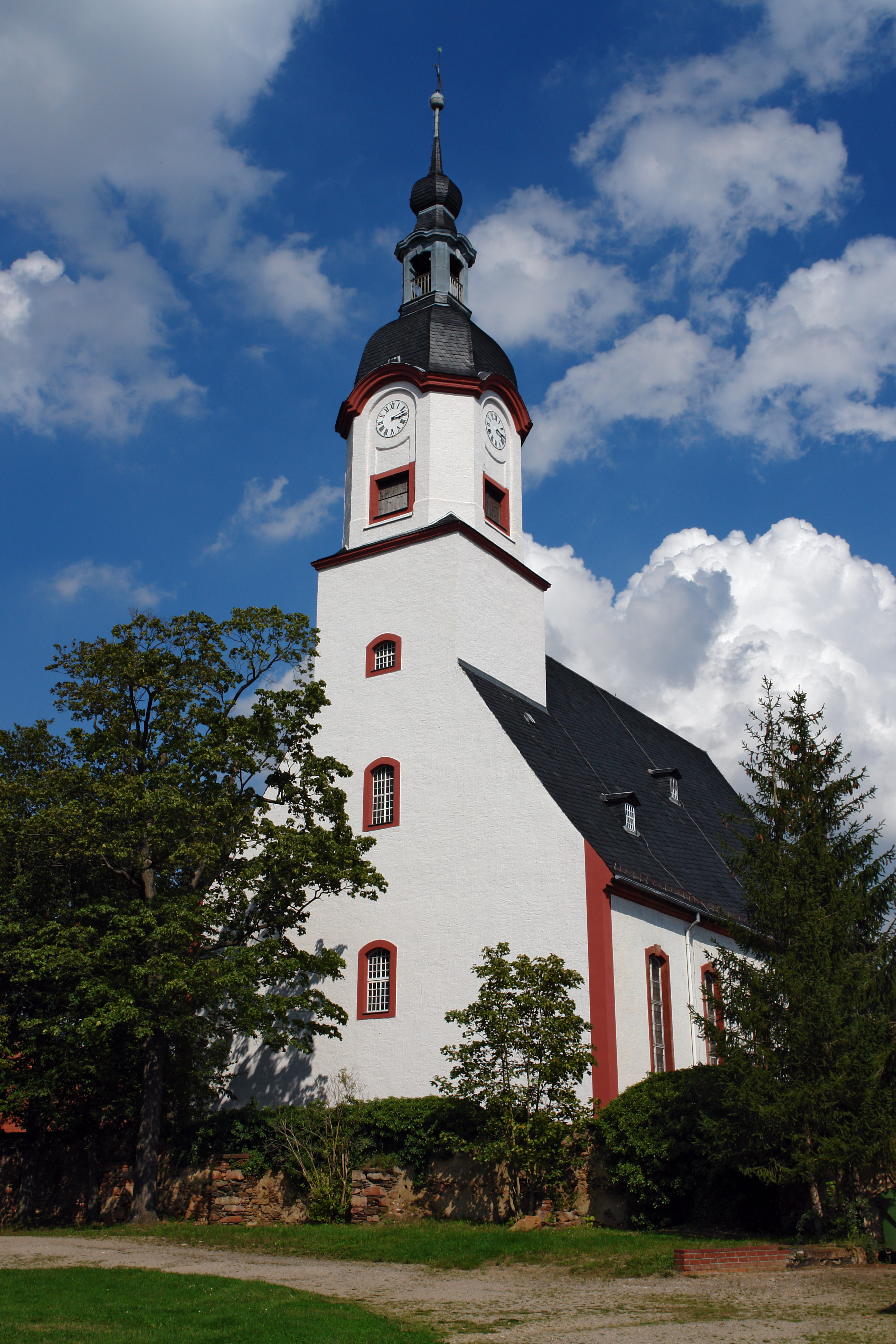
Église Saint-Otto
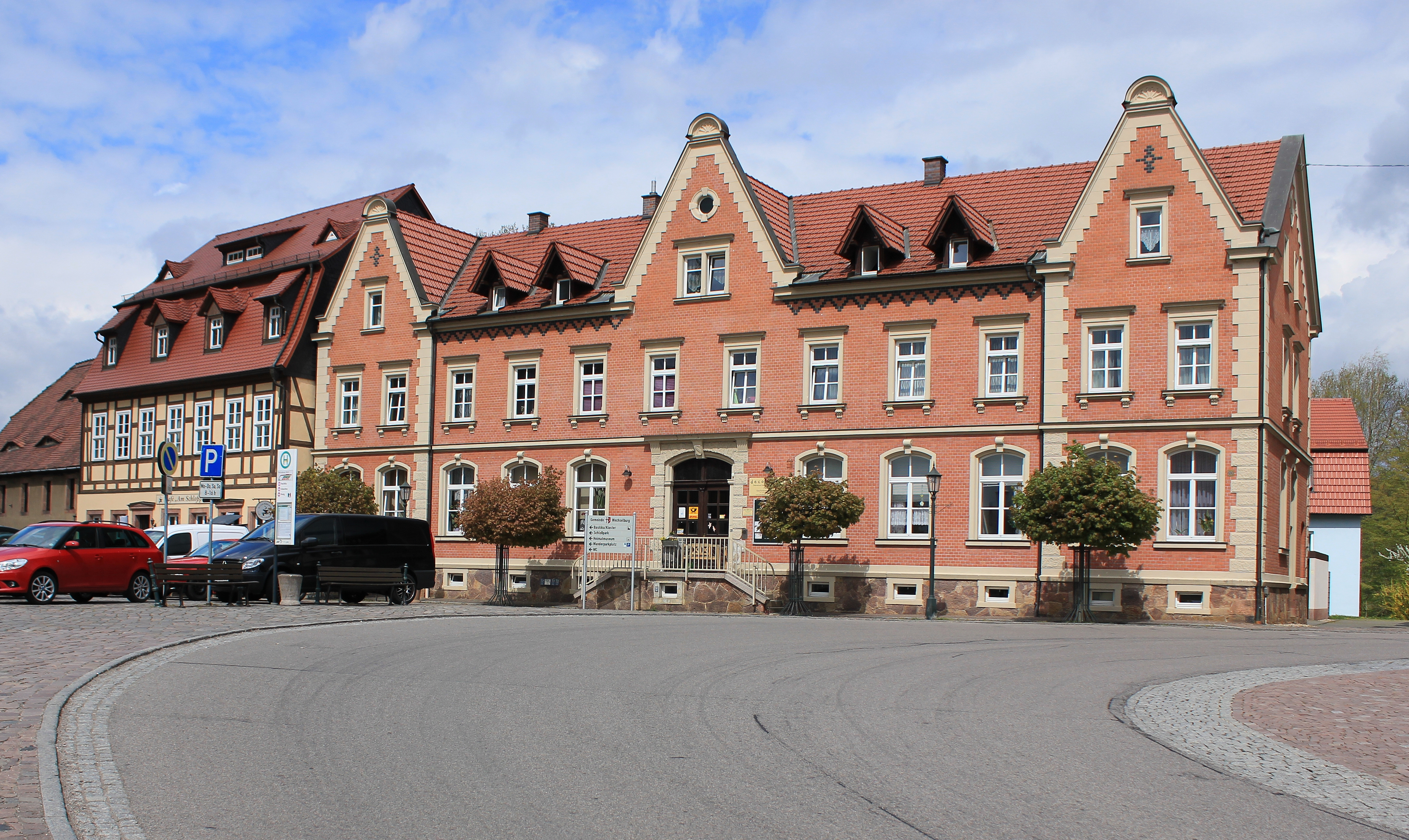
Place du marché
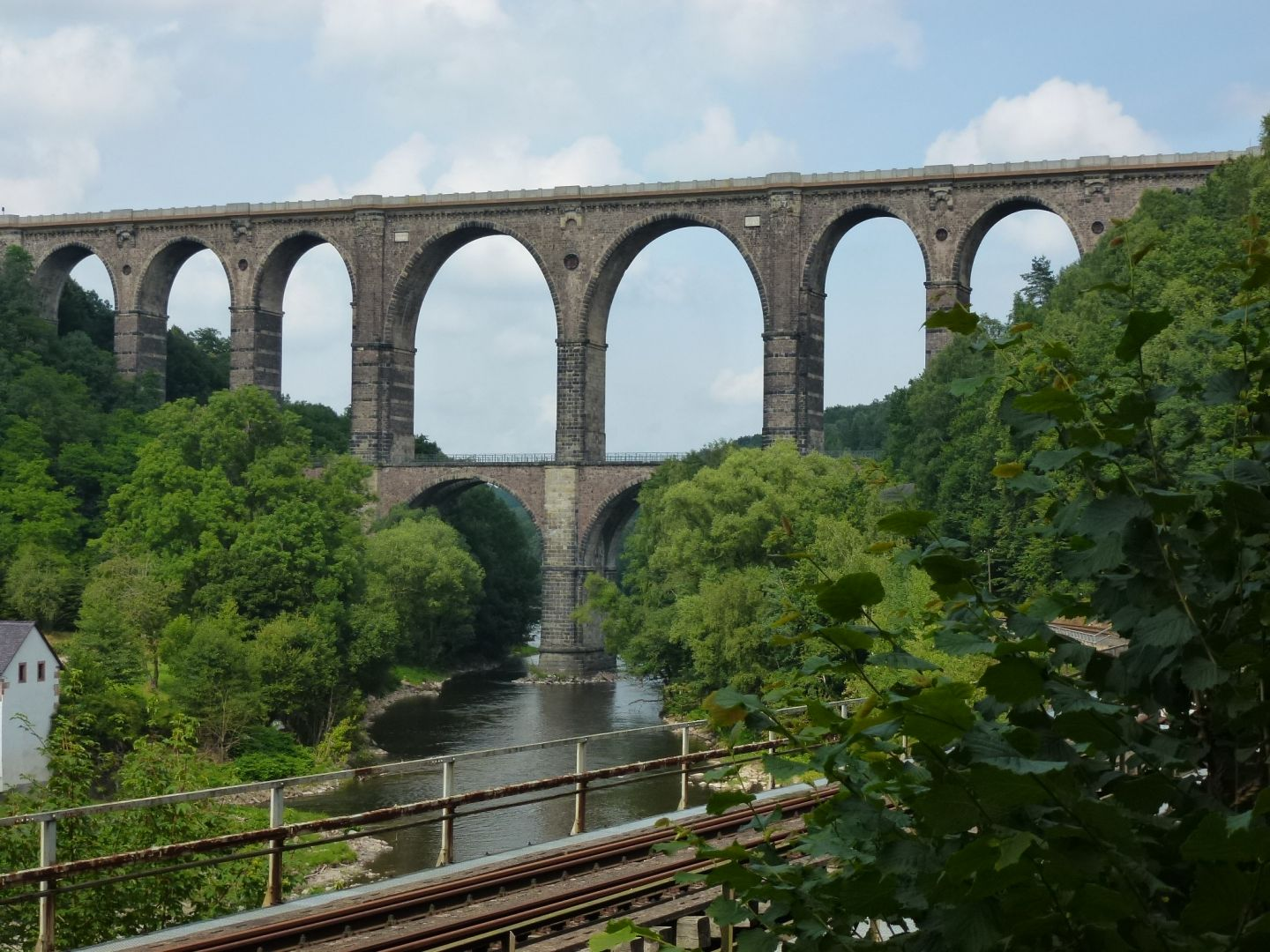
Viaduc de Göhren